# Воргол (Липецкая область)
Воргол  — деревня Измалковского района Липецкой области и сельсовета, расположенная рядом с райцентром.

## История
В 1960 году указом Президиума Верховного Совета РСФСР деревня Кукуй переименована в Воргол.

## Население
| 2010 |
| ---- |
| 14   |